# 比爾特湖
53°28′52″N 8°46′48″E / 53.480998°N 8.779964°E

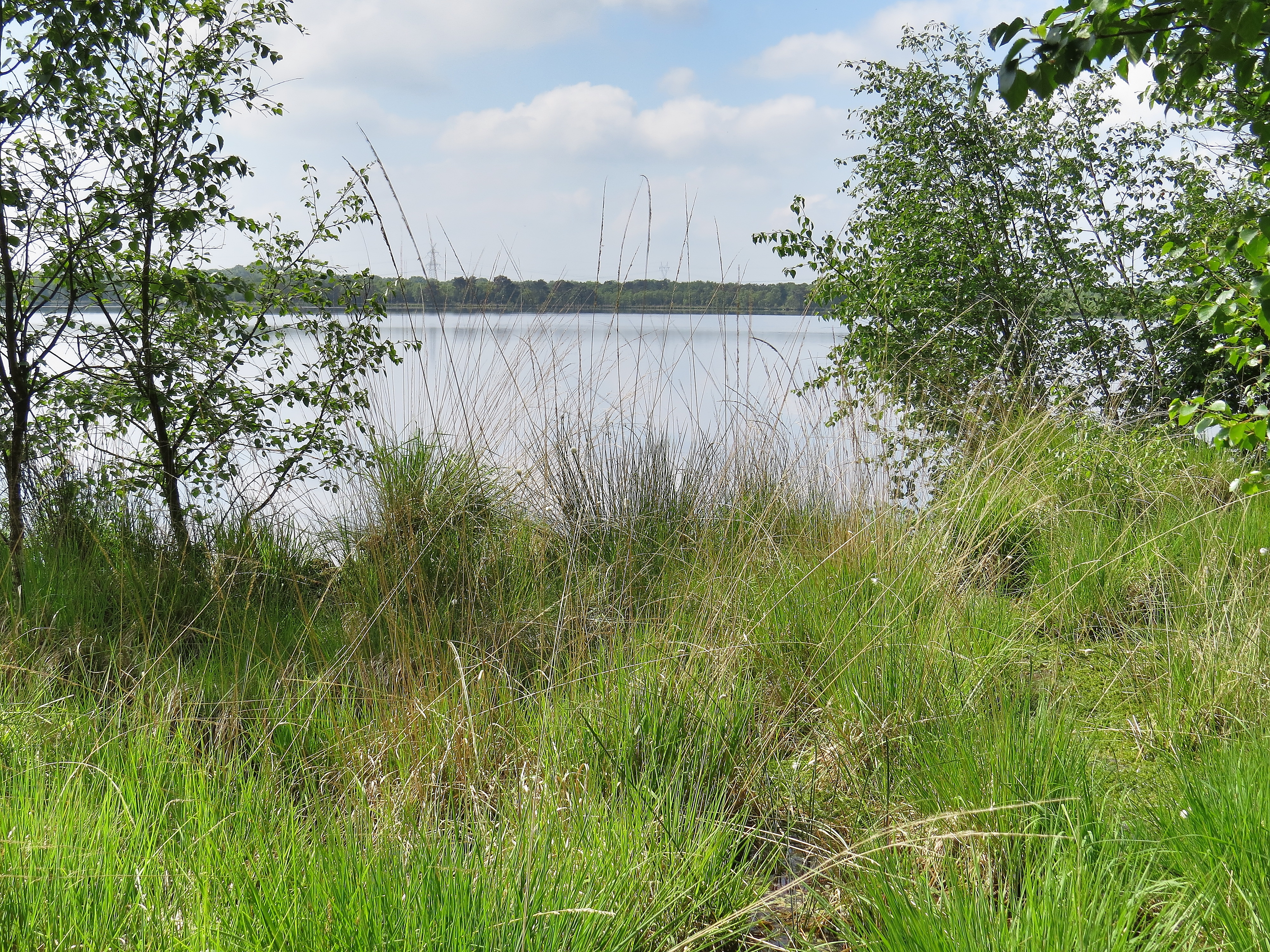

比爾特湖（德語：Bülter See），是德國的湖泊，位於該國西北部，由下薩克森州負責管轄，處於貝沃施泰特，長0.6公里、寬0.5公里，面積0.25平方公里，海拔高度11米。